# Duguetia pohliana
Duguetia pohliana Mart. – gatunek rośliny z rodziny flaszowcowatych (Annonaceae Juss.). Występuje endemicznie w Brazylii – w stanie Rio de Janeiro. 

## Morfologia
PokrójZimozielone drzewo dorastające do 10–15 m wysokości.
LiścieMają eliptyczny kształt. Mierzą 12–23 cm długości oraz 3–5 cm szerokości. Blaszka liściowa jest całobrzega o tępym wierzchołku.
KwiatySą pojedyncze, rozwijają się w kątach pędów. Płatków jest 6, mają czerwoną barwę. Kwiaty mają 75 słupków.
OwoceMają kulisty kształt. Osiągają 30–45 mm średnicy.

## Biologia i ekologia
Rośnie w lasach.